# Nyandekwa (Igunga)
Nyandekwa ist ein Verwaltungsbezirk (englisch Ward) des Distrikts Igunga in der tansanischen Region Tabora.

## Geografie
Nyandekwa ist ein ländlicher Bezirk im westlichen Teil des zentralen Hochlands von Tansania, etwa 40 Kilometer westlich der Distrikthauptstadt Igunga. Bei der Volkszählung 2022 lebten 12.096 Menschen in 2147 Haushalten auf einer Fläche von 115 Quadratkilometern.

Der Bezirk grenzt an sechs Bezirke des Distrikts Igunga:
|           | Ntobo                                       | Itanduru |
| Iborogelo | Kompassrose, die auf Nachbargemeinden zeigt | Nanga    |
| Ndembezi  | Kitangili                                   |          |

## Gliederung
Der Bezirk besteht aus vier Gemeinden (swahili Mtaa) mit 21 Orten (Kitongoji):
| Nyandekwa - Inala A - Inala B - Mabambasi | Mwakipanga - Mwakipanga A - Mwakipanga B - Buniganholo | Ussongo - Ikulusi - Mwandugwazizi - Ishosha - Mondo - Isunda - Igoza - Kashela - Kakola - Izimba | Itale - Chemu - Bwawani - Itale A - Itale B - Witankome - Iginhilo |

## Infrastruktur
- Bildung: Im Bezirk gibt es zwei weiterführende Schulen.[7] Die Mwakipanga Secondary School ist eine staatliche Tagesschule mit einer Ausbildung bis zur 4. Stufe.[8] Die St. Thomas Aquinas' Secondary School ist eine christliche Internatsschule, die Mädchen und Burschen ebenfalls bis zur 4. Stufe ausbildet.[9]
- Gesundheit: In der Gemeinde Ussongo liegt ein privates Gesundheitszentrum,[10] in Nyandekwa,[11] Ussongo[12] und Itale[13] je eine staatliche Apotheke.
- Verkehr: Durch den Bezirk verläuft die asphaltierte Nationalstraße T3 von Nzega nach Igunga.[14]